# Adrasthea Tesserae
Le Adrasthea Tesserae sono una struttura geologica della superficie di Venere.